# Petr Sovadina
Petr Sovadina (22. října 1940 Ostopovice – 13. srpna 2019) byl český varhaník.
Studoval Hudební fakultu AMU a zvítězil na významných hudebních interpretačních soutěžích:
- 1964 – 1. cena v Mezinárodní bachovské soutěži Lipsko
- 1966 – 1. cena v Mezinárodní varhanní soutěži Pražské jaro